# Йоан Чутура
Йоан Чутура е български духовник от Македония.

## Биография
Йоан Чутура е роден в охридското село Велмей, тогава в Османската империя. Става един от най-влиятелните хора в родното си село. Ръкоположен е за свещеник във Влемей от владиката Калиник Преспански и Охридски в 1840 година, а по-късно става иконом на цяла Горна и Долна Дебърца. Изпратен е да служи на гръцки в Дебърца от владиката Калиник, но не оправдава очакванията на Калиник и развива пробългарска дейност по време на църковната борба. Синът му Стефан е ръкоположен за български свещеник в 1859 година от Йоаникий Преспански и Охридски.